# Крэбб, Аллен
Аллен Крэбб (англ. Allen Crabbe; родился 9 апреля 1992 года в Лос-Анджелесе, штат Калифорния) — американский профессиональный баскетболист, выступающий за клуб Джи-Лиги НБА «Уэсчестер Никс». Играет на позиции лёгкого форварда и атакующего защитника.

## Профессиональная карьера

### Портленд Трэйл Блэйзерс (2013—2017)
27 июня 2013 года «Кливленд Кавальерс» выбрали Крэбба под 31-м номером на драфте НБА 2013 года. В тот же день он был продан в «Портленд Трэйл Блэйзерс» в обмен на два будущих выбора во втором раунде драфта. 10 марта 2014 года он был отправлен в клуб Д-Лиги «Айдахо Стэмпид». Он был возвращён обратно 16 марта, повторно отправлен 25 марта и снова возвращён уже 31 марта.
11 ноября 2014 года Крэбб впервые в карьере вышел в стартовом составе в матче НБА, закончившимся победой против «Шарлотт Хорнетс».
1 декабря 2015 года Крэбб установил свой личный рекорд результативности, набрав 18 очков в проигранном в овертайме матче против «Даллас Маверикс».

### Бруклин Нетс (2017—2019)
25 июля 2017 года был обменян на Эндрю Николсона в «Бруклин Нетс». Дебютировав за «Нетс» в матче-открытии сезона 18 октября, Крэбб набрал 12 очков в матче с «Индианой Пэйсерс». 7 февраля он набрал 19 из своих 34 очков в четвертой четверти матча с «Детройт Пистонс». Три дня спустя Крэбб попал восемь 3-очковых бросков и набрал 28 очков в проигрыше «Нью-Орлеан Пеликанс». 22 февраля в проигрыше «Шарлотт Хорнетс» Крэбб забросил свой 140-й 3-очковый бросок в сезоне, что поставило игрока на седьмое место в истории «Нетс» по количеству трехочковых за один сезон. 8 марта Крэбб реализовал шесть подряд 3-очковых бросков и набрал 29 очков и восемь подборов в победе над «Шарлотт Хорнетс».
9 апреля, в свой 26-й день рождения, Крэбб набрал 20 из своих 41 очка в первой четверти против «Чикаго Буллз». В финальном матче сезона 11 апреля Крэбб набрал 16 очков в поражении от «Бостон Селтикс». Он забросил пять трехочковых, увеличив свой рекорд трехочковых попаданий за «Нетс» за сезон до 201, обогнав таким образом Дерона Уильямса, который забросил 169 в сезоне 2012/13.
21 ноября 2018 года Крэбб набрал максимальные в сезоне 27 очков в матче с «Даллас Маверикс». Он реализовал 10 из 16 бросков с игры, в том числе 7 из 11 из-за дуги, после того как в начале игры его точность составляла 27 процентов. 5 декабря Крэбб набрал 22 очка и установил рекорд сезона, реализовав семь трехочковых бросков в поражении от «Оклахома-Сити Тандер». 6 февраля 2019 года он вернулся в игре против «Денвер Наггетс», пропустив 26 игр из-за травмы правого колена. 4 апреля Крэбб успешно перенес артроскопию правого колена, пропустив девять матчей подряд и 35 из предыдущих 50 игр.

### Атланта Хокс (2019—2020)
6 июля 2019 года Крэбб вместе с правом выбора в первом раунде драфта 2020 года и правами на Никейла Александера-Уокера, выбранного под 17-м номером на драфте 2019 года, был отправлен в «Атланта Хокс» в обмен на Торина Принса и право выбора во втором раунде драфта 2021 года.

### Миннесота Тимбервулвз (2020)
16 января 2020 года «Хокс» обменяли Крэбба в «Миннесоту Тимбервулвз» на Тревеона Грэма и Джеффа Тига. 29 февраля Крэбб был отчислен.

### Уэстчестер Никс (2022)
22 января 2022 года Крэбб перешел в команду «Уэсчестер Никс».

## Статистика

### Статистика в НБА
| Сезон                                                                                    | Команда   | Регулярный сезон | Регулярный сезон | Регулярный сезон | Регулярный сезон | Регулярный сезон | Регулярный сезон | Регулярный сезон | Регулярный сезон | Регулярный сезон | Регулярный сезон | Регулярный сезон | Серия плей-офф | Серия плей-офф | Серия плей-офф | Серия плей-офф | Серия плей-офф | Серия плей-офф | Серия плей-офф | Серия плей-офф | Серия плей-офф | Серия плей-офф | Серия плей-офф |
| Сезон                                                                                    | Команда   | GP               | GS               | MPG              | FG%              | 3P%              | FT%              | RPG              | APG              | SPG              | BPG              | PPG              | GP             | GS             | MPG            | FG%            | 3P%            | FT%            | RPG            | APG            | SPG            | BPG            | PPG            |
| ---------------------------------------------------------------------------------------- | --------- | ---------------- | ---------------- | ---------------- | ---------------- | ---------------- | ---------------- | ---------------- | ---------------- | ---------------- | ---------------- | ---------------- | -------------- | -------------- | -------------- | -------------- | -------------- | -------------- | -------------- | -------------- | -------------- | -------------- | -------------- |
| 2013/14                                                                                  | Портленд  | 15               | 0                | 6,7              | 36,4             | 42,9             | 75,0             | 0,6              | 0,4              | 0,1              | 0,1              | 2,2              | Не участвовал  | Не участвовал  | Не участвовал  | Не участвовал  | Не участвовал  | Не участвовал  | Не участвовал  | Не участвовал  | Не участвовал  | Не участвовал  | Не участвовал  |
| 2014/15                                                                                  | Портленд  | 51               | 9                | 13,4             | 41,2             | 35,3             | 75,0             | 1,4              | 0,8              | 0,4              | 0,3              | 3,3              | 2              | 1              | 19,3           | 80,0           | 100,0          | -              | 1,5            | 0,5            | 1,0            | 0,5            | 5,0            |
| 2015/16                                                                                  | Портленд  | 81               | 8                | 26,0             | 45,9             | 39,3             | 86,7             | 2,7              | 1,2              | 0,8              | 0,2              | 10,3             | 11             | 0              | 27,5           | 52,1           | 42,9           | 73,7           | 2,9            | 1,4            | 0,6            | 0,1            | 9,5            |
| 2016/17                                                                                  | Портленд  | 79               | 7                | 28,5             | 46,8             | 44,4             | 84,7             | 2,9              | 1,2              | 0,7              | 0,3              | 10,7             | 4              | 0              | 23,0           | 37,5           | 23,1           | 33,3           | 3,3            | 0,5            | 0,3            | 0,0            | 5,5            |
| 2017/18                                                                                  | Бруклин   | 75               | 68               | 29,3             | 40,7             | 37,8             | 85,2             | 4,3              | 1,6              | 0,6              | 0,5              | 13,2             | Не участвовал  | Не участвовал  | Не участвовал  | Не участвовал  | Не участвовал  | Не участвовал  | Не участвовал  | Не участвовал  | Не участвовал  | Не участвовал  | Не участвовал  |
| 2018/19                                                                                  | Бруклин   | 43               | 20               | 26,3             | 36,7             | 37,8             | 73,2             | 3,4              | 1,1              | 0,5              | 0,3              | 9,6              | Не участвовал  | Не участвовал  | Не участвовал  | Не участвовал  | Не участвовал  | Не участвовал  | Не участвовал  | Не участвовал  | Не участвовал  | Не участвовал  | Не участвовал  |
| 2019/20                                                                                  | Атланта   | 28               | 1                | 18,6             | 36,4             | 32,3             | 75,0             | 2,3              | 1,0              | 0,5              | 0,1              | 5,1              | Не участвовал  | Не участвовал  | Не участвовал  | Не участвовал  | Не участвовал  | Не участвовал  | Не участвовал  | Не участвовал  | Не участвовал  | Не участвовал  | Не участвовал  |
| 2019/20                                                                                  | Миннесота | 9                | 0                | 14,6             | 32,4             | 23,1             | 50,0             | 1,3              | 0,6              | 0,0              | 0,0              | 3,2              | Не участвовал  | Не участвовал  | Не участвовал  | Не участвовал  | Не участвовал  | Не участвовал  | Не участвовал  | Не участвовал  | Не участвовал  | Не участвовал  | Не участвовал  |
|                                                                                          | Всего     | 381              | 113              | 24,0             | 42,5             | 38,7             | 83,1             | 2,8              | 1,1              | 0,6              | 0,3              | 9,1              | 17             | 1              | 25,5           | 50,0           | 40,0           | 68,2           | 2,8            | 1,1            | 0,6            | 0,1            | 8,1            |
| Наведите курсор мыши на аббревиатуры в заголовке таблицы, чтобы прочесть их расшифровку. |           |                  |                  |                  |                  |                  |                  |                  |                  |                  |                  |                  |                |                |                |                |                |                |                |                |                |                |                |

### Статистика в Джи-Лиге
| Сезон                                                                                    | Команда        | Регулярный сезон | Регулярный сезон | Регулярный сезон | Регулярный сезон | Регулярный сезон | Регулярный сезон | Регулярный сезон | Регулярный сезон | Регулярный сезон | Регулярный сезон | Регулярный сезон | Серия плей-офф | Серия плей-офф | Серия плей-офф | Серия плей-офф | Серия плей-офф | Серия плей-офф | Серия плей-офф | Серия плей-офф | Серия плей-офф | Серия плей-офф | Серия плей-офф |
| Сезон                                                                                    | Команда        | GP               | GS               | MPG              | FG%              | 3P%              | FT%              | RPG              | APG              | SPG              | BPG              | PPG              | GP             | GS             | MPG            | FG%            | 3P%            | FT%            | RPG            | APG            | SPG            | BPG            | PPG            |
| ---------------------------------------------------------------------------------------- | -------------- | ---------------- | ---------------- | ---------------- | ---------------- | ---------------- | ---------------- | ---------------- | ---------------- | ---------------- | ---------------- | ---------------- | -------------- | -------------- | -------------- | -------------- | -------------- | -------------- | -------------- | -------------- | -------------- | -------------- | -------------- |
| 2013/14                                                                                  | Айдахо Стэмпид | 6                | 6                | 38,5             | 41,1             | 31,6             | 75,0             | 6,7              | 1,2              | 1,0              | 0,8              | 16,0             | Не участвовал  | Не участвовал  | Не участвовал  | Не участвовал  | Не участвовал  | Не участвовал  | Не участвовал  | Не участвовал  | Не участвовал  | Не участвовал  | Не участвовал  |
|                                                                                          | Всего          | 6                | 6                | 38,5             | 41,1             | 31,6             | 75,0             | 6,7              | 1,2              | 1,0              | 0,8              | 16,0             | Не участвовал  | Не участвовал  | Не участвовал  | Не участвовал  | Не участвовал  | Не участвовал  | Не участвовал  | Не участвовал  | Не участвовал  | Не участвовал  | Не участвовал  |
| Наведите курсор мыши на аббревиатуры в заголовке таблицы, чтобы прочесть их расшифровку. |                |                  |                  |                  |                  |                  |                  |                  |                  |                  |                  |                  |                |                |                |                |                |                |                |                |                |                |                |

### Статистика в колледже
| Сезон                                                                                   | Команда    | GP | GS | MPG  | FG%  | 3P%  | FT%  | RPG | APG | SPG | BPG | PPG  |  |
| --------------------------------------------------------------------------------------- | ---------- | -- | -- | ---- | ---- | ---- | ---- | --- | --- | --- | --- | ---- |  |
| 2010/11                                                                                 | Калифорния | 31 | 31 | 33,8 | 44,6 | 40,0 | 80,4 | 5,3 | 2,0 | 0,9 | 0,5 | 13,4 |  |
| 2011/12                                                                                 | Калифорния | 34 | 33 | 34,1 | 43,1 | 39,9 | 84,3 | 5,7 | 2,1 | 0,5 | 0,6 | 15,2 |  |
| 2012/13                                                                                 | Калифорния | 33 | 32 | 36,2 | 45,9 | 34,8 | 81,3 | 6,1 | 2,6 | 1,1 | 0,7 | 18,4 |  |
| Наведите курсор мыши на аббревиатуры в заголовке таблицы, чтобы прочесть их расшифровку |            |    |    |      |      |      |      |     |     |     |     |      |  |